# La mano que mece la cuna
La mano que mece la cuna (Título original en inglés: The Hand That Rocks the Cradle) es una película de suspenso psicológico estadounidense de 1992 dirigida por Curtis Hanson, escrita por Amanda Silver, producida por David Madden, y protagonizada por Annabella Sciorra, Rebecca De Mornay, Matt McCoy, Ernie Hudson, Julianne Moore y Madeline Zima.
La película cuenta la historia de la esposa embarazada de un obstetra de Seattle que se suicida después de que sus pacientes lo acusaran de conducta sexual inapropiada. La conmoción lleva a la esposa a un aborto espontáneo, después de lo cual se hace pasar por niñera para una de las acusadoras de su esposo, y lentamente comienza a infiltrarse en la familia.
Estrenada en salas de cine el 10 de enero de 1992, la película fue un éxito de taquilla, recaudando aproximadamente $140 millones en todo el mundo frente a un presupuesto de $11,9 millones.
La mano que mece la cuna se editó en VHS el 8 de julio de 1992, en DVD el 8 de diciembre de 1998 con el avance teatral original como única característica especial. El 4 de septiembre de 2012, Disney/Buena Vista editó la película en Blu-ray con el mismo avance teatral que las ediciones anteriores.

## Argumento
Claire Bartel es una mujer asmática. Ella está embarazada por segunda vez y acude a un médico ginecólogo para un examen. El doctor Victor Mott la atiende en un cuarto privado y, al examinarla, el médico se sobrepasa en sus palpaciones más allá de lo profesional y Claire lo acusa de acoso sexual. Tras esta acusación, otras víctimas se suman a la querella y el médico se suicida, dejando sola a su esposa que también está embarazada. Al enterarse de que ha perdido todo, la viuda se desmaya y cae contra su vientre, por lo que se le adelanta el parto. Su bebé muere después de nacer y, debido a una hemorragia, le practican una histerectomía de urgencia, lo cual la deja estéril.
Seis meses más tarde, tras dar a luz a su segundo hijo, Claire, quien lleva una vida tranquila junto a los suyos, decide contratar una niñera para que la ayude, ya que planea construir un invernadero en su jardín con unas estructuras que se le entregará en su trabajo. Así conoce inesperadamente a Peyton Flanders, quien parece ser la persona ideal para el puesto. Lo que nadie en la familia se imagina es que este encuentro no fue fortuito, y que Peyton en realidad es la viuda del fallecido doctor Mott, que considera a Claire la causa de sus males y tragedias. Peyton tiene terribles planes de venganza en contra de la familia de Claire pero ésta no lo sospecha.
Peyton se gana la confianza de Claire y de su esposo, un ingeniero biotecnológico; y de su primera hija, Emma. Además, la familia de Claire alberga a un fraternal afrodescendiente llamado Salomón, que es un jardinero con una discapacidad mental, quien hace varias labores y cuenta con el cariño de la familia. Salomón los considera sus amigos. Peyton, lenta y sutilmente, empieza a desplazar a Claire en sus funciones y relaciones: primero amamanta al bebé en secreto, por lo que cuando Claire va a amamantarlo, el bebé la rechaza. La siguiente víctima es el marido de Claire, Michael, al que Peyton intenta seducir sutilmente sin lograrlo. Aun así, Peyton en su mente considera al esposo como casi ganado.
Un día, Salomón descubre que Peyton amamanta al bebé y ésta lo descubre espiando. Peyton no solo amedrenta al jardinero sino que logra que lo consideren un potencial pederasta, escondiendo una braga de Emma entre las cosas de Salomón y haciendo que Claire las encuentre, por lo que es echado inmediatamente de la casa.
Marlene Craven es una empleada de inmobiliaria y amiga íntima de la familia. Cuando visita a la familia, Peyton urde un plan para hacer parecer a Marlene como amante de Michael, y Claire, al sospechar la relación, padece un ataque de asma; además protagoniza un bochornoso incidente al echar en cara a Michael su supuesta infidelidad frente a sus amistades durante su fiesta de cumpleaños. Al día siguiente, Claire habla con Michael y le pide que por favor vayan de viaje unos días fuera de la ciudad, pero sin Peyton, quien los escucha con el comunicador del bebé. Entonces, Peyton urde un plan para deshacerse de Claire y arma una trampa mortal en el invernadero de Claire. La trampa se acciona con solo abrir la puerta. De tener éxito y ya con Claire fuera del camino, Peyton se quedaría con la familia y con todo lo perteneciente a Claire.
Más tarde, a Marlene le encargan la venta de una casa que, casualmente, resulta ser la del doctor Mott. Al observar detalles de la casa con una lupa, ve que hay un colgante exactamente igual al que cuelga en la casa de Claire y eso le suscita sospechas. Investiga en la hemeroteca y descubre que Peyton es en realidad la esposa del difunto doctor. Marlene enseguida capta el inminente peligro en que se encuentra Claire y se dirige a su casa. Mientras tanto, los macabros planes de Peyton se interrumpen cuando Claire sale a recoger unas plantas de su trabajo para plantarlas en su invernadero.
Marlene llega a la casa y es recibida por Peyton y, de forma fría y tajante, le pregunta dónde está Claire, dejando ver que ya ha descubierto quién es ella en realidad. Peyton le señala el invernadero. Al entrar, se acciona la trampa, la cual derriba el techo de cristal sobre ella, y ésta muere. Peyton sabía del problema de asma de Claire, por lo que va por toda la casa vaciando todos los inhaladores que Claire conserva. Cuando Claire llega, descubre el cadáver de su amiga y sufre un ataque de asma; al estar todos los inhaladores vacíos trata de llamar a Urgencias, pero pierde el conocimiento. Más tarde, Claire es llevada al hospital.
Mientras Claire está en el hospital, Peyton intenta seducir a Michael usando su atractivo y una sutil insinuación sexual, pero Michael le dice que solamente hay una mujer en su vida. Peyton malinterpreta que es a ella a quien se refiere.
Cuando Claire sale del hospital se propone saber qué quería decirle Marlene antes de morir. Al revisar su oficina y visitar la casa en venta del doctor Mott, descubre la verdad.
Al llegar a casa, Claire reacciona muy mal ante Peyton y la descubre frente a su marido. Peyton es expulsada de la casa. Claire y Michael, sabiendo de lo que Peyton es capaz, deciden irse de la casa por un tiempo, pero, para su sorpresa, Peyton aún sigue en la casa. Michael es emboscado y noqueado en el sótano por Peyton, que lo golpea con una pala y le fractura las piernas. Entonces va tras Claire y sus hijos. Peyton decide secuestrar a los hijos de Claire, después de querer matar a ésta, pero Emma rechaza a Peyton al ver que lastima a su verdadera madre, dejándola encerrada en una habitación. Peyton escapa usando una varilla para el carbón, y busca a los niños que se escondían en el ático. Peyton los encuentra y, para su sorpresa, Salomón estaba también allí (quien, tras haber sido echado, estuvo siempre vigilando y cuidando a la familia desde fuera, pues sospechaba de Peyton) y ayuda a los niños a escapar. Claire llega al ático y sostiene una pelea con Peyton, para después sufrir otro ataque de asma. Peyton se burla de Claire y va tras los niños con intención de matar a Salomón. Claire, por su parte, solamente fingía el asma y ataca a Peyton, quien cae por la ventana del ático y muere al caer sobre la cerca.
Claire está muy agradecida con Salomón, a quien deja llevar en brazos el bebé. Claire, Emma, Salomón y el bebé están finalmente a salvo, y van a buscar a Michael al sótano. La película acaba con la llegada de la ambulancia y la policía a la casa.

## Reparto
| Actor             | Personaje                   |
| ----------------- | --------------------------- |
| Annabella Sciorra | Claire Bartel               |
| Rebecca De Mornay | Sra. Mott / Peyton Flanders |
| Matt McCoy        | Michael Bartel              |
| Ernie Hudson      | Salomon                     |
| Julianne Moore    | Marlene Craven              |
| Madeline Zima     | Emma Bartel                 |
| John de Lancie    | Dr. Victor Mott             |
| Kevin Skousen     | Marty Craven                |
| Justin Zaremby    | Roth                        |

## Producción
La mano que mece la cuna se originó como tesis para la escuela de cine de Amanda Silver. El título está tomado de un poema de 1865 escrito por William Ross Wallace y hay varios guiños a la ópera cómica, The Pirates of Penzance.
En agosto de 1990, se informó que Interscope Communications estaba preparando la película para Hollywood Pictures. Para octubre de 1990, Curtis Hanson estaba a bordo para dirigir. La filmación comenzó el 17 de abril de 1991 luego de ser reprogramada para el 22 de febrero. El rodaje de la película se retrasó debido al casting de las protagonistas femeninas. El rodaje finalizó el 3 de julio de ese mismo año. El escenario y la ubicación originalmente estaban destinados a estar en Atlanta, Georgia, pero se filmaron en Tacoma y Seattle en Washington.

### Locaciones de filmación
Los lugares de rodaje fueron Issaquah, Washington; Seattle, Washington (residencia de los Mott en 2502 37th Ave W en Seattle); y residencia de los Bartel en 808 N. Yakima Ave. Tacoma, Washington.

## Recepción

### Taquilla
La mano que mece la cuna se estrenó en salas de cine el 10 de enero de 1992 y recaudó $7,7 millones en su primer fin de semana, lo que llevó a Hook, el regreso del Capitán Garfio al número dos en la taquilla de los Estados Unidos desde su estadía de cuatro semanas en el número uno. La película duró en el puesto número uno durante cuatro semanas consecutivas, luego terminó con El curandero de la selva, que también fue producida por Hollywood Pictures. Al final, La mano que mece la cuna recaudó un total de $88 millones en Norteamérica y $52 millones a nivel internacional, para un total de $140 millones en todo el mundo.

### Crítica
El sitio web del agregador de reseñas Rotten Tomatoes informó una calificación de aprobación del 66% según 53 reseñas. En Metacritic, la película tiene una puntuación del 64% según las reseñas de 26 críticos. El público encuestado por CinemaScore le dio una calificación promedio de «A−» en una escala de A+ a F.
Gene Siskel declaró que tuvo problemas para aceptar la premisa de esta película debido a la manera casual en que la madre contrata a la niñera en una escena temprana, citando que la premisa no es realista. Sin embargo, elogió el personaje de Julianne Moore, diciendo, «mucho más creíble, es el personaje secundario de la mejor amiga de la madre» y que «es un personaje fantástico, es una lástima que no tenga más escenas en la película.» Mencionó que su mayor objeción a La mano que mece la cuna son sus «escenas con niños en peligro o dolor psíquico». Siskel finalmente comentó que "hay algunas emociones divertidas en la película, sin duda, pero muchas de ellas también me parecieron desagradables.» Roger Ebert tenía una opinión más positiva, afirmando que «esta película funcionó» y que «toca un miedo y es por eso que nos atrae.» Ebert elogió la actuación de Rebecca De Mornay y dijo: «Creo que hace un muy buen trabajo, un trabajo muy, muy sensato de ser la villana en esta película y creo que es una actuación efectiva» y que encontró las escenas de la niños «muy interesantes porque los vi como un retrato de la maldad de esa mujer.»
Vincent Canby del The New York Times dijo sobre la película que «La mano que mece la cuna está destinada a asustar al público más o menos en la forma en que los clientes de los primeros nickelodeons se asustaron cuando vieron la imagen de un tren corriendo hacia ellos. No se le pide al público que piense, solo que reaccione» y que «La mano que mece la cuna demuestra una vez más que no pensar no es especialmente fácil incluso hoy en día. Aunque el señor Hanson es un cineasta hábil, no es especialmente uno persuasivo aquí. No se deje engañar por aquellos que compararían La mano que mece la cuna con Atracción fatal, que presenta a tres personajes fuertes que, de una forma u otra, están listos para responder por sus acciones.» Agregó que «el señor Hanson crea el efecto de choque ocasionalmente efectivo para satisfacer a aquellos que quieren chillar con fingido miedo. Más a menudo, los dispositivos que usa son trucos tan aburridos como el cruce entre dos conjuntos de acciones simultáneas, a menudo inocentes, para crear el ilusión de suspenso que no se puede sostener.» Rebecca Hawkes del The Daily Telegraph le dio una calificación de 3 estrellas sobre 5 a la película y dijo que «es un momento tenso y visceralmente inquietante, que ayuda a convertir la película en algo más que un thriller formulado y divertido», mientras que Sue Heal del The Radio Times calificó la película con 4 estrellas de 5, afirmando que «Esto es pura tontería desenfrenada, por supuesto, pero extremadamente efectivo hasta los últimos 30 minutos, cuando la trama se autodestruye rápidamente.»
Rita Kempley del The Washington Post criticó la película, argumentando que es antifeminista.

## Parodia
El argumento general de la película fue parodiado en el episodio Marge está loca, loca, loca, loca, perteneciente a la undécima temporada de la popular telecomedia estadounidense Los Simpson. En el episodio, el trasunto de Payton es Becky, una joven con la que Otto Mann pretende casarse, y que se instala en casa de Los Simpson tras cancelar su boda por culpa de Marge.